# Ernesto Michel (baloncestista)
Ernesto Michel (Paraná, Argentina, 12 de octubre de 1970) es un exjugador argentino de baloncesto profesional. Con 2.03 metros de altura, jugaba usualmente en la posición de alero. Su carrera transcurrió mayormente en la Liga Nacional de Básquet de su país, pero también tuvo experiencias en España y en los EE. UU.
Fue miembro de la selección de básquetbol de Argentina, llegando a integrar el plantel que disputó los Juegos Olímpicos de Atlanta 1996. 
Es padre de Victoria Michel Tosi, jugadora profesional de voleibol y miembro de la selección femenina de voleibol de Argentina.

## Trayectoria

### Jugador profesional
Formado en el Paraná Rowing Club, debutó en la Liga Nacional de Básquet en 1987 defendiendo los colores de Echagüe.
En 1989 dejó la Argentina para migrar a España y fichar con el equipo malagueño Caja de Ronda. Tras una temporada en tierras europeas, retornó a su país para reincorporarse a Echagüe y jugar la temporada 1990-91. Al finalizar la competición, aceptó una beca para instalarse en Kansas City y ser parte del plantel de los Kansas City Roos, el equipo de la Universidad de Misuri–Kansas City en las competiciones de baloncesto de la División I de la NCAA. Sin embargo sólo jugó la temporada de freshman, promediando 3.1 puntos y 3.0 rebotes por partido.
Regresó a la Argentina en 1992, firmando contrato con Atenas de Córdoba para jugar por dos temporadas. Con el equipo cordobés ganaría la edición de 1993 del Campeonato Sudamericano de Clubes Campeones y sería escogido por su desempeño como Mejor Sexto Hombre de la Liga Nacional de Básquet de la temporada 1993-94.
Su carrera seguiría con pasos por Peñarol de Mar del Plata, Gimnasia y Esgrima de Comodoro Rivadavia y Olimpia de Venado Tuerto, desembarcando en Estudiantes de Bahía Blanca en 1997. En ese equipo llegó a compartir juego con un juvenil Manu Ginóbili.
Dejó Bahía Blanca en 1999 para mudarse a Mar del Plata, contratado por el club local Quilmes, pero tras un año allí retornó a Estudiantes.
La temporada 2001-02 sería la última en la Argentina para Michel, jugando esta vez para Libertad. Su equipo hizo una excelente campaña, alcanzando las semifinales del torneo local (donde fue eliminado por Atenas) y consagrándose campeones de la Liga Sudamericana de Clubes 2002. Tras esa exitosa experiencia, Michel dejó su país para volver a probar suerte en España, pero esta vez en el modesto Deportes Cimans, un club de baloncesto de La Coruña que competía en la Liga EBA, la cuarta categoría española. Luego de una temporada allí, puso un punto final a su carrera como deportista profesional. 
Retornó a su país y continuó ligado al básquet, siendo entrenador, mánager y dirigente en clubes de Entre Ríos. También participó como comentarista en las transmisiones para la televisión de los partidos de básquet en Paraná.

### Selección nacional
Michel jugó en la selección de básquetbol de Argentina, obteniendo la medalla de plata en el Campeonato Sudamericano de Baloncesto de 1995 y en el Campeonato FIBA Américas de 1995. También integró el equipo que disputó los Juegos Olímpicos de Atlanta 1996, el cual, si bien terminaría en la 9° ubicación del certamen, le mostraría al mundo el potencial del baloncesto argentino. 